# Румелия

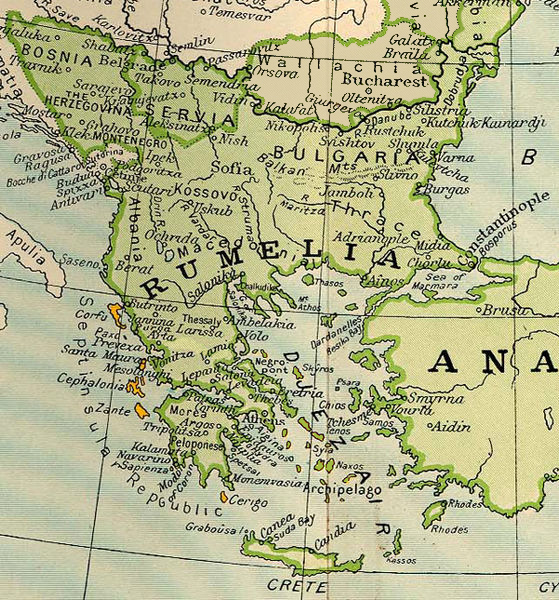
Карта Румелии в 1801 году

Руме́лия (тур. Rumeli — страна (el) румов (rum), ромеев; болг. Румелия, серб. Румелија, макед. Румелија, черног. Румелиjа, босн. Rumelija, алб. Rumelia, греч. Ρούμελη) — историческое название Балкан. Слово происходит от арабского названия Восточной Римской империи (Византия) — Рум (Рим).
Первоначально Румелией называли европейские владения Османской империи, включавшие в себя древнюю Фракию и часть Македонии, в отличие от азиатских владений — Анатолии.
Наместник и командующий войсками Румелии (как и Анатолии) назывался бейлербеем (беглербегом) и имел резиденцию в Эдирне, затем в Софии. В 1836 году резиденция наместника Румелии была перенесена в Монастир (Битолу), сама же область была ограничена западно-македонскими и албанскими землями. Название провинции «Румелия» исчезло после административных реформ 1864 года.
В 1878 году по решению Берлинского конгресса была образована автономная провинция Восточная Румелия в составе Османской империи. Эти земли, по Сан-Стефанскому договору, должны были войти в состав Болгарии, но Берлинским конгрессом из них была образована автономная турецкая провинция, которая, находясь под непосредственной военной и политической властью султана, состояла в управлении особого генерал-губернатора из христиан, назначаемого султаном с согласия держав. После переворота 1885 года она фактически перешла под контроль княжества Болгарии, а в 1908 году была ею аннексирована. Сейчас это юго-восточные области Болгарии (крупнейший город — Пловдив).
В настоящее время Румелией иногда называют европейскую часть Турции — Восточную Фракию.